# Rachel Levine

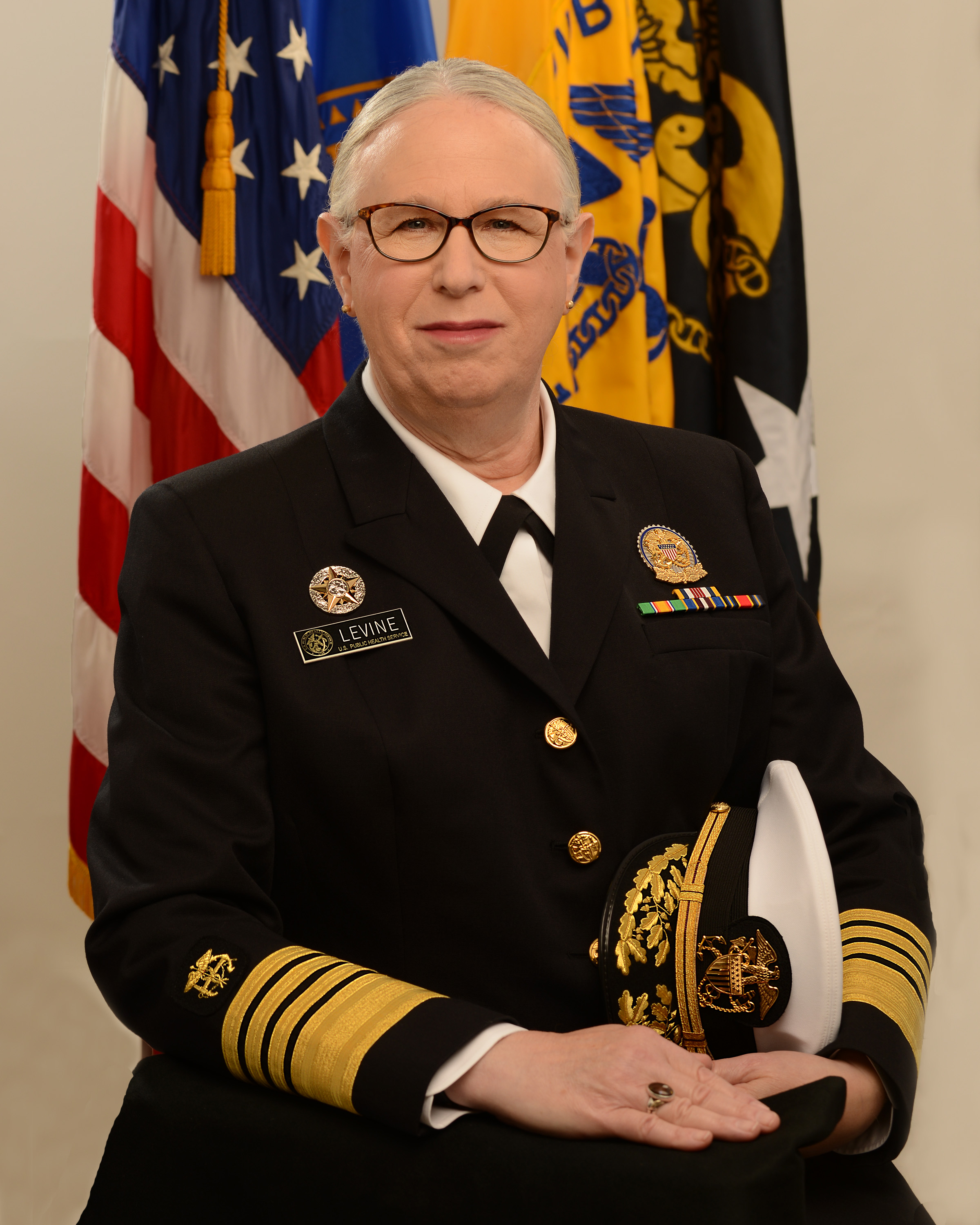
Rachel Levine in der Uniform eines Admirals des United States Public Health Service (2021)

Rachel L. Levine (geb. 22. Oktober 1957) ist eine US-amerikanische Kinderärztin, die von 2017 bis 2021 Pennsylvania Secretary of Health (Gesundheitsministerin von Pennsylvania) war. Sie ist Professorin für Pädiatrie und Psychiatrie am Penn State College of Medicine und war zuvor von 2015 bis 2017 Physician General (Sanitätsinspekteurin) von Pennsylvania. Sie ist eine von nur wenigen offen transgeschlechtlichen Regierungsbeamten in den Vereinigten Staaten.

## Leben und Wirken
US-Präsident Joe Biden ernannte Levine zur Assistant Secretary for Health im Ministerium für Gesundheitspflege und Soziale Dienste der Vereinigten Staaten. Sie ist die erste Transgender-Frau, die vom Senat der Vereinigten Staaten im Amt eines Staatsministers bestätigt wurde. Levine wurde im Oktober 2021 in den Rang eines Admirals im United States Public Health Service berufen. 2022 wurde sie in die National Academy of Medicine gewählt.
Levine stammt ursprünglich aus Wakefield, Massachusetts, sie ist Jüdin und besuchte eine hebräische Schule. Ihren Highschool-Abschluss machte sie an der Belmont Hill School in Belmont, Massachusetts. Im Anschluss studierte sie am Harvard College sowie der Tulane University School of Medicine und absolvierte eine Facharztausbildung in der Kinderheilkunde und ein Stipendium in der Jugendmedizin am Mount Sinai Medical Center in New York City, New York.
Bis zur Scheidung 2013 war Levine mit Martha Peaslee Levine verheiratet und hat mit ihr zwei Kinder. Ihre geschlechtsangleichende OP erfolgte 2011.